# Varga László (püspök)
Varga László (Tapolca, 1956. augusztus 17. –) katolikus pap, a Kaposvári egyházmegye püspöke. 2017. március 25-én nevezte ki Ferenc pápa kaposvári megyés püspökké, azelőtt az egyházmegye általános helynöke volt.

## Pályafutása
Előbb a szegedi szemináriumban, majd a budapesti Központi Szemináriumban végzett filozófiai és teológiai tanulmányokat. 1982. április 17-én szentelték pappá Tapolcán a Veszprémi egyházmegye szolgálatára. 1982-től 1987-ig Várpalotán volt káplán, majd 1987-től 1993-ig Somogysámsonban plébános.
1993-ban az egyházmegyék átszervezésével az újonnan létrehozott Kaposvári egyházmegyébe inkardinálódott, és a kaposvári Szent Imre-plébánia plébánosává nevezték ki. E mellett 2009-től a püspöki hivatal irodaigazgatója, valamint 2013-tól az egyházmegye általános helynöke volt.

### Püspöki pályafutása
2017. március 25-én Ferenc pápa kaposvári megyés püspökké nevezte ki; beiktatásáig sede vacante apostoli adminisztrátorként elődje, Balás Béla irányította az egyházmegyét. Püspökszentelése május 13-án történt a kaposvári székesegyházban. A főszentelő Erdő Péter bíboros, érsek volt, a társszentelők Alberto Bottari de Castello apostoli nuncius és Balás Béla eddigi kaposvári püspök.
Lelkipásztori tevékenysége
1993-tól folyamatosan kórházlelkészként, közben 1994-98 között börtönlelkészként, majd 1998-2009 között a Szent Imre Kollégium igazgatójaként is dolgozott a plébániai munka mellett. A mindennapi szentségimádás papi életének középpontjává vált. Pappá szentelésétől kezdve szervezi a közösségeket, hitoktatást végez, folyamatosan előadásokat, prédikációt, és nyaranta lelkigyakorlatot tart Isten szeretetéről. 2002 óta évente jelennek meg lelkigyakorlatos könyvei.
Lelkipásztori munkájában és könyveiben megismerhetjük az Istenhez és a felebaráthoz vezető irgalmas szeretet útját, amelyre minket is hív. Püspöki jelmondata egyetlen szó: “IRGALOM”.

## Kitüntetései
- A Magyar Érdemrend középkeresztje (2021)[7]
- Kaposvár díszpolgára (2022)[8]

## Művei
Könyvei
- A főparancs (2002) Kaposvár, Szent Imre Öröksége Ifjúsági és Szociális Alapítvány (Szent Imre Öröksége kiskönyvtár 1.)
- A rohanástól a lélek nyugalmáig (2002) Kaposvár, Szent Imre Öröksége Ifjúsági és Szociális Alapítvány (Szent Imre Öröksége kiskönyvtár 2.)
- A halál tehetetlen (2003) Kaposvár, Szent Imre Öröksége Ifjúsági és Szociális Alapítvány (Szent Imre Öröksége kiskönyvtár 3.)
- A szellemi harc (2004) Kaposvár, Szent Imre Öröksége Ifjúsági és Szociális Alapítvány (Szent Imre Öröksége kiskönyvtár 4.)
- A szeretet új pünkösdje (2005) Kaposvár, Szent Imre Öröksége Ifjúsági és Szociális Alapítvány (Szent Imre Öröksége kiskönyvtár 5.)
- Istengyermekek (2006) Kaposvár, Szent Imre Öröksége Ifjúsági és Szociális Alapítvány (Szent Imre Öröksége kiskönyvtár 6.)
- Apokalipszis (2007) Kaposvár, Szent Imre Öröksége Ifjúsági és Szociális Alapítvány (Szent Imre Öröksége kiskönyvtár 7.)
- Embernek lenni: Szeretni és szeretve lenni 1. (2008) Kaposvár, Szent Imre Öröksége Ifjúsági és Szociális Alapítvány (Szent Imre Öröksége kiskönyvtár 8.)
- Embernek lenni: Szeretni és szeretve lenni 2. (2008) Kaposvár, Szent Imre Öröksége Ifjúsági és Szociális Alapítvány (Szent Imre Öröksége kiskönyvtár 9.)
- A szentgyónásról 1. (2009) Kaposvár, Szent Imre Öröksége Ifjúsági és Szociális Alapítvány (Szent Imre Öröksége kiskönyvtár 10.)
- A szentgyónásról 2. (2009) Kaposvár, Szent Imre Öröksége Ifjúsági és Szociális Alapítvány (Szent Imre Öröksége kiskönyvtár 11.)
- Félelem nélkül (2010) Kaposvár, Szent Imre Öröksége Ifjúsági és Szociális Alapítvány (Szent Imre Öröksége kiskönyvtár 12.)
- Testünk, a szeretet tanúja 1. (2012) Kaposvár, Szent Imre Öröksége Ifjúsági és Szociális Alapítvány (Szent Imre Öröksége kiskönyvtár 13.)
- Testünk, a szeretet tanúja 2. (2012) Kaposvár, Szent Imre Öröksége Ifjúsági és Szociális Alapítvány (Szent Imre Öröksége kiskönyvtár 14.)
- Minden kegyelem (2015) Kaposvár, Szent Imre Öröksége Ifjúsági és Szociális Alapítvány (Szent Imre Öröksége kiskönyvtár 15.)
- Szemlélődés „A Lélek józan mámora” (2015) Kaposvár, Szent Imre Öröksége Ifjúsági és Szociális Alapítvány (Szent Imre Öröksége kiskönyvtár 16.)
- Kiválasztottság és küldetés (2016) Kaposvár, Szent Imre Öröksége Ifjúsági és Szociális Alapítvány (Szent Imre Öröksége kiskönyvtár 17.)
- Irgalom (2018) Kaposvár, Szent Imre Öröksége Ifjúsági és Szociális Alapítvány (Szent Imre Öröksége kiskönyvtár 18.)
- Felemelő (2019) Kaposvár, Szent Imre Öröksége Ifjúsági és Szociális Alapítvány (Szent Imre Öröksége kiskönyvtár 19.)
- Legyetek követői(m) (2020) Kaposvár, Szent Imre Öröksége Alapítvány (Szent Imre Öröksége kiskönyvtár 20.)
- Szellemi harc 2.0 (2021) Kaposvár, Szent Imre Öröksége Alapítvány (Szent Imre Öröksége kiskönyvtár 21.)
- Igazságban szeretni; Szt. Imre Öröksége Alapítvány, Kaposvár, 2022 (Szent Imre Öröksége kiskönyvtár)
- Békességteremtők; Szt. Imre Öröksége Alapítvány, Kaposvár, 2023 (Szent Imre Öröksége kiskönyvtár)

Füzetei
- A szentségimádás (2004) Kaposvár, Szent Imre Öröksége Ifjúsági és Szociális Alapítvány
- Életünk szentmiséje (2005) Kaposvár, Szent Imre Öröksége Ifjúsági és Szociális Alapítvány
- IMrE AZ EMBER (2005) Kaposvár, Szent Imre Öröksége Ifjúsági és Szociális Alapítvány